# Daniel Klose
Daniel Klose (* 30. Oktober 1979 in Ansbach) ist ein deutscher Dartspieler.

## Karriere
Daniel Klose qualifizierte sich über den Host Nation Qualifier des European Darts Grand Prix 2019 für sein erstes Turnier auf der European Darts Tour der PDC. Dort unterlag er mit 3:6 dem Engländer Keegan Brown. Im November qualifizierte er sich dann als einer von drei Spielern für die Super League Darts 2020, wo er das Viertelfinale erreichte. Bei seiner zweiten Super-League-Teilnahme schied er dann im Folgejahr bereits in der Vorrunde aus. Bei der PDC Qualifying School konnte er anschließend keine Tour Card gewinnen und spielte fortan die PDC Challenge Tour 2022. Hier erreichte er im Januar sowie im Juli 2022 jeweils einmal ein Viertelfinale und im September ein Halbfinale. Im März 2022 gab Klose sein Debüt auf der PDC Pro Tour, als er bei den Players Championships nachrückte. Im November nahm er erneut an der Super League teil, wo er im Halbfinale gegen den späteren Sieger Florian Hempel knapp mit 7:8 verlor. Im Januar 2023 konnte Klose sich dann bei der PDC Qualifying School eine Tour Card für die PDC Pro Tour erspielen.
Am 5. September 2023 erreichte er beim Players Championship 21 nach Siegen über Devon Petersen, Gabriel Clemens, Michael Smith, Adam Gawlas, Chris Dobey und Peter Wright das Finale. Dort unterlag er Gerwyn Price mit 6:8. Er war damit nach Max Hopp, Gabriel Clemens, Martin Schindler und Ricardo Pietreczko der fünfte Deutsche im Endspiel eines PDC-Profiturniers. Am 27. November 2023 nahm er am „Tour Card Holder Qualifier“ teil, der letzten Möglichkeit, sich für die Weltmeisterschaft zu qualifizieren. Sein WM-Debüt verpasste er dabei nur knapp, als er im Finale mit 5:7 an Darren Webster scheiterte.
In seinem zweiten Tour Card Jahr nie über die dritte Runde der Pro Tour-Turniere hinaus. Er spielte zwar gute UK Open, bei denen er nach Siegen über Adam Warner und Wesley Plaisier erst in Runde vier Kevin Doets unterlag, blieb sonst aber ohne Major-Qualifikation. Ein Highlight setzten konnte Klose noch einmal bei den Austrian Darts Open, bei denen Klose spontan erst in der zweiten Runde starten durfte und nach einem 6:0-Erfolg über Andrew Gilding ins Achtelfinale einzog. In diesem unterlag er jedoch Ross Smith mit 2:6. Im November spielte Klose die PDC Europe Super League, bei der er im Achtelfinale gegen Pascal Rupprecht verlor. Da Klose auch den Tour Card Holder Qualiffier nicht erfolgreich gestalten konnte, verlor er daraufhin seine Tour Card wieder.
Bei der Q-School 2025 durfte Klose daraufhin in der Final Stage starten. Er spielte sich am letzten Tag ins Viertelfinale, errang insgesamt vier Punkte für die Rangliste, blieb jedoch ohne Tourkarte.

## Titel

### PDC
- Sonstige
  - PDC Europe Next Gen
    - PDC Europe Next Gen 2025: 7, 9, 10